# 高松市
高松市（日语：／ Takamatsu shi */?）是位於日本四國地方東北部香川縣中部的城市，也是香川縣縣廳所在地，屬於中核市。高松市位於讚岐平原，臨瀨戶內海，是一座港口城市。由於高松市是四國距離本州最近的城市之一，加上過去国鐵運行的宇高聯絡船停靠在高松，使得高松成為四國的門戶，眾多中央政府在四國的分支機關和全國性企業的四國分公司都設在高松。加上四國電力和四國旅客鐵道等也將總部設在高松，令高松成爲四國的政治和經濟中心之一。
江戶時代的高松是高松藩藩主高松松平家的城下町，高松城天守曾是高松的象徵，但在明治時代被拆除。現在四國最高建築物，於2004年竣工的高松地標塔是高松的新地標。

## 歷史

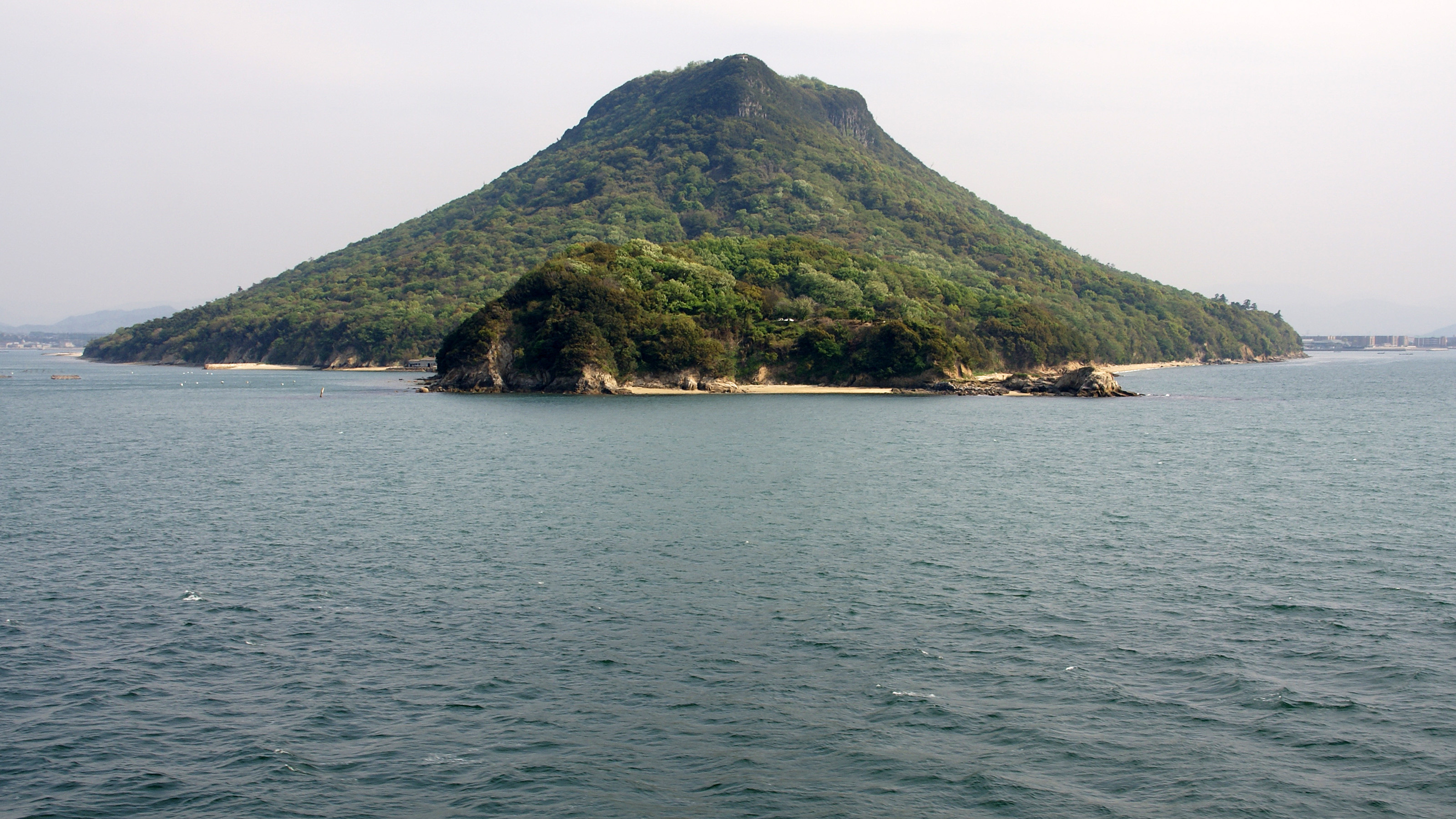
從北方海面上看到的屋島

高松市內發現了舊石器時代的中間西井坪遺跡、國分台遺跡，自20,000年前就已經有人類活動。繩文時代時，瀨戶內海水面上升，形成現在的地形。高松市亦有發現這一時期的弓箭等文物。彌生時代之後，隨著水稻種植和金屬器技術的傳來，高松市區內已開始出現稻作村莊。高松市內的古墳時代前期遺跡有茶臼山古墳等前方後圓墳遺跡，古墳時代後期的遺跡則有久本古墳等横穴式石室遺跡。
據《日本書紀》記載，667年時，為防備唐朝和新羅的進攻，當局在屋島修築屋島城。律令制實施之後，讚岐國的佛教中心讚岐國分寺及國分尼寺位於現在的高松市區內。
高松這一地名首次出現在歷史是在平安時代的文獻《和名類聚抄》。在和名類聚抄中，高松鄉是山田郡的十一鄉之一。相傳古代這裡有很高的松樹，因而得名:480。
1185年，源氏和平氏在屋島爆發屋島之戰，是源平合戰末期的重要戰役。自南北朝時代開始至戰國時代，高松由細川氏統治。但在1558年（永祿元年），阿波國的三好氏侵略讚岐國並成為高松新的統治者。此後長宗我部元親和仙石秀久亦曾是讚岐的統治者。

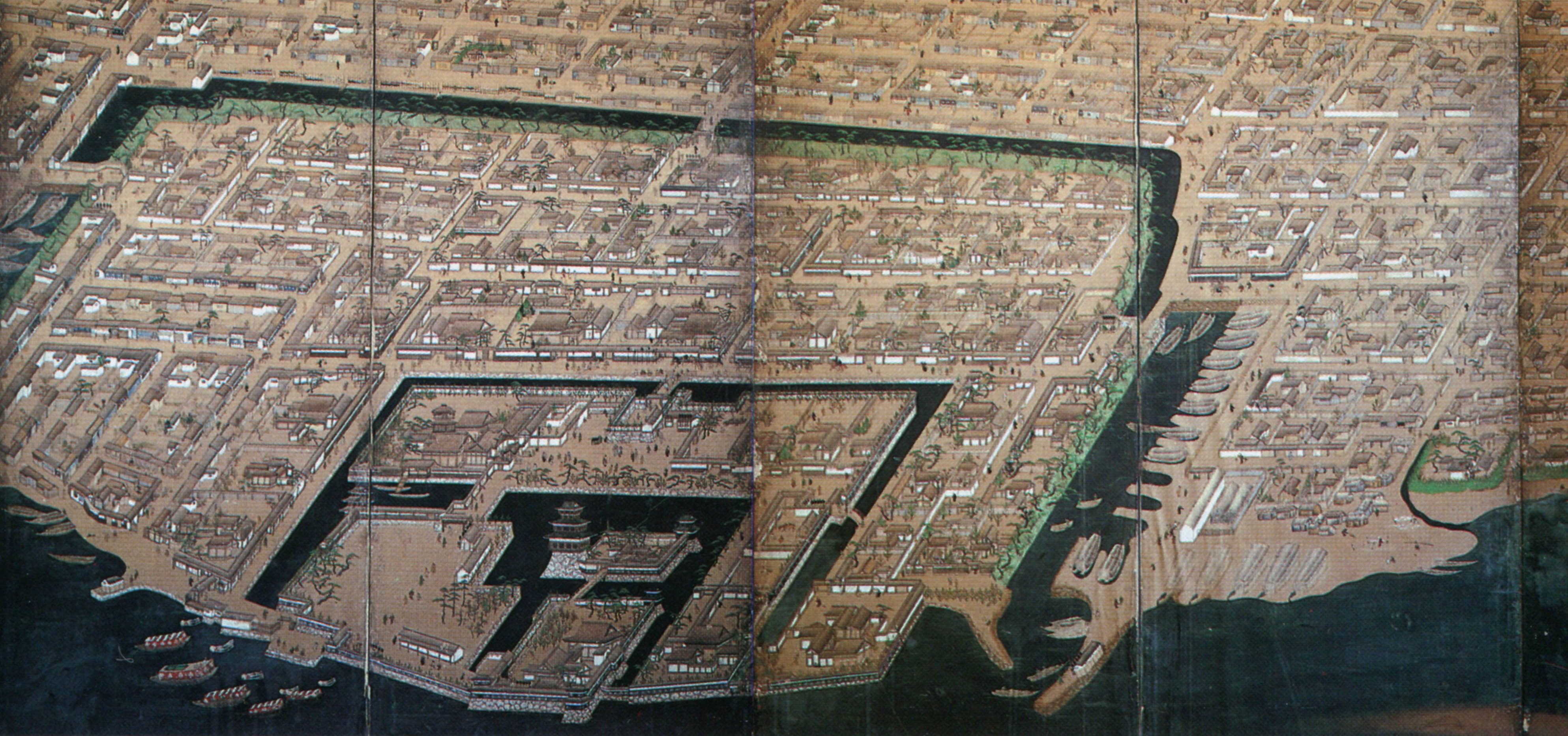
高松城及城下町繪屏風

1588年，豐臣秀吉封生駒親正為讚岐國主。生駒親正在香東郡篦原莊修築高松城及城下町，此為高松城下町歷史之始。1640年（寬永17年），生駒家由於爆發生駒騒動被移封至出羽國矢島藩，水戶德川家出身的親藩大名松平賴重成為新的高松藩主。此後直到幕末時期，高松都由高松松平家治理。
高松是一座重視商工業的城下町，市內町人町的面積大於武家屋敷，這在10萬石規模的城下町中頗為罕見:423。江戶中期的高松人口約有25,000人，其中武士有1,022人、足輕有2,268人，町人佔據壓倒性多數。從人口比例也可看出高松是一座以工商業為主的城下町:424。
1871年廢藩置縣之後，高松藩改設為高松縣；但同年又與同屬讚岐國的丸龜縣合併為香川縣。1873年，香川縣被併入名東縣，兩年曾短暫恢復設縣；但在1876年，香川縣又被併入愛媛縣，直到1888年，香川縣才得以再次恢復設縣。高松也成為香川縣廳的所在地。
1890年，高松正式設市。當時的高松市面積只有2.85平方公里:483；自明治維新開始至高松設市為止，由於歸屬行政區劃頻繁變動，導致高松的發展緩慢。然而在1910年宇高連絡船通航之後，高松市一躍成為四國的大門，開始飛速發展。
大正時代之後，高松市開始與附近的町村進行合併，市轄區面積逐漸擴大。高松還在大正至昭和初期發展為四國的鐵路交通中心，便利的交通使得眾多企業將其在四國的分公司設在高松，強化了高松的四國大門地位:120。在第二次世界大戰期間，高松曾於1945年7月遭到大規模空襲，1,359人遇難，市區約80%的面積被燒毀。
高松在戰後制定了戰災復興都市計劃，著重拓寬道路寬度並新設公園。自高松車站出發的中央通沿線集中了眾多企業，成為高松的主幹道:120。高松市也繼續和附近的町村進行了大規模合併，為都市規模的擴大提供了土地基礎。
1988年瀨戶大橋的通車打通了本州和四國之間的陸路交通，更加強了高松的四國交通及經濟中心的地位。加上這一時期正值日本泡沫經濟的巔峰期，使得高松市一度出現地價暴漲的局面:412。進入平成時代之後，隨著新高松機場的啟用和高松自動車道的開通，高松市的交通更加便捷。然而在明石海峽大橋開通之後，四國的交通動線發生很大變化，高松市的四國大門地位相對下降。為提高高松市的據點地位，當地政府對高松車站進行了名為Sunport高松的大規模再開發工程。1999年，高松市成為中核市，擁有比普通城市更多的自治權。高松市還在「平成大合併」中合併了部分附近町村，試圖通過擴大市轄區面積來提高都市競爭力。

### 市町村合併變遷表
| 1890年2月15日 | 1890年 - 1926年                    | 1926年 - 1954年                    | 1926年 - 1954年                    | 1955年 - 1989年              | 1955年 - 1989年              | 1989年 - 現在            | 現在   |
| ------------- | ---------------------------------- | ---------------------------------- | ---------------------------------- | ---------------------------- | ---------------------------- | ------------------------ | ------ |
| 牟禮村        | 牟禮村                             | 牟禮村                             | 牟禮村                             | 牟禮村                       | 1962年1月1日 牟禮町          | 2006年1月10日 併入高松市 | 高松市 |
| 庵治村        | 庵治村                             | 庵治村                             | 庵治村                             | 庵治村                       | 1968年4月1日 庵治町          | 2006年1月10日 併入高松市 | 高松市 |
| 坂之上村      | 1922年4月1日 改制並改名為川島町    | 1922年4月1日 改制並改名為川島町    | 1922年4月1日 改制並改名為川島町    | 1955年4月1日 合併為山田町    | 1966年7月1日 併入高松市      | 高松市                   | 高松市 |
| 十河村        |                                    |                                    |                                    | 1955年4月1日 合併為山田町    | 1966年7月1日 併入高松市      | 高松市                   | 高松市 |
| 東植田村      |                                    |                                    |                                    | 1955年4月1日 合併為山田町    | 1966年7月1日 併入高松市      | 高松市                   | 高松市 |
| 西植田村      |                                    |                                    |                                    | 1955年4月1日 合併為山田町    | 1966年7月1日 併入高松市      | 高松市                   | 高松市 |
| 前田村        | 前田村                             | 前田村                             | 前田村                             | 1956年9月30日 被併入高松市   | 高松市                       | 高松市                   | 高松市 |
| 川添村        |                                    |                                    |                                    | 1956年9月30日 被併入高松市   | 高松市                       | 高松市                   | 高松市 |
| 林村          |                                    |                                    |                                    | 1956年9月30日 被併入高松市   | 高松市                       | 高松市                   | 高松市 |
| 三谷村        |                                    |                                    |                                    | 1956年9月30日 被併入高松市   | 高松市                       | 高松市                   | 高松市 |
| 古高松村      | 古高松村                           | 古高松村                           | 1940年2月11日 併入高松市           | 高松市                       | 高松市                       | 高松市                   | 高松市 |
| 潟元村        | 1920年1月1日 改名為屋島村          | 1933年4月1日 屋島町                | 1940年2月11日 併入高松市           | 高松市                       | 高松市                       | 高松市                   | 高松市 |
| 木太村        |                                    |                                    | 1940年2月11日 併入高松市           | 高松市                       | 高松市                       | 高松市                   | 高松市 |
| 高松市        | 高松市                             | 高松市                             | 高松市                             | 高松市                       | 高松市                       | 高松市                   | 高松市 |
| 宮脇村        | 1914年5月1日 併入高松市            | 高松市                             | 高松市                             | 高松市                       | 高松市                       | 高松市                   | 高松市 |
| 東濱村        | 1921年1月1日 併入高松市            | 高松市                             | 高松市                             | 高松市                       | 高松市                       | 高松市                   | 高松市 |
| 栗林村        | 1921年11月1日 併入高松市           | 高松市                             | 高松市                             | 高松市                       | 高松市                       | 高松市                   | 高松市 |
| 太田村        | 太田村                             | 太田村                             | 1940年2月11日 併入高松市           | 高松市                       | 高松市                       | 高松市                   | 高松市 |
| 鷺田村        |                                    |                                    | 1940年2月11日 併入高松市           | 高松市                       | 高松市                       | 高松市                   | 高松市 |
| 中笠居村      | 1915年2月11日 改制並改名為香西町   | 1915年2月11日 改制並改名為香西町   | 1915年2月11日 改制並改名為香西町   | 1956年9月30日 併入高松市     | 高松市                       | 高松市                   | 高松市 |
| 一宮村        |                                    |                                    |                                    | 1956年9月30日 併入高松市     | 高松市                       | 高松市                   | 高松市 |
| 多肥村        |                                    |                                    |                                    | 1956年9月30日 併入高松市     | 高松市                       | 高松市                   | 高松市 |
| 百相村        | 1898年2月11日 改制並改名為佛生山町 | 1898年2月11日 改制並改名為佛生山町 | 1898年2月11日 改制並改名為佛生山町 | 1956年9月30日 併入高松市     | 高松市                       | 高松市                   | 高松市 |
| 川岡村        |                                    |                                    |                                    | 1956年9月30日 併入高松市     | 高松市                       | 高松市                   | 高松市 |
| 圓座村        |                                    |                                    |                                    | 1956年9月30日 併入高松市     | 高松市                       | 高松市                   | 高松市 |
| 檀紙村        |                                    |                                    |                                    | 1956年9月30日 併入高松市     | 高松市                       | 高松市                   | 高松市 |
| 弦打村        |                                    |                                    |                                    | 1956年9月30日 併入高松市     | 高松市                       | 高松市                   | 高松市 |
| 上笠居村      |                                    |                                    |                                    | 1956年9月30日 併入高松市     | 高松市                       | 高松市                   | 高松市 |
| 下笠居村      |                                    |                                    |                                    | 1956年9月30日 併入高松市     | 高松市                       | 高松市                   | 高松市 |
| 雌雄島村      |                                    |                                    |                                    | 1956年9月30日 併入高松市     | 高松市                       | 高松市                   | 高松市 |
| 安原村        | 安原村                             | 安原村                             | 安原村                             | 1956年9月30日 合并為鹽江町   | 1956年9月30日 合并為鹽江町   | 2005年9月26日 併入高松市 | 高松市 |
| 安原上東村    | 1918年4月3日 改名為鹽江村          | 1918年4月3日 改名為鹽江村          | 1918年4月3日 改名為鹽江村          | 1956年9月30日 合并為鹽江町   | 1956年9月30日 合并為鹽江町   | 2005年9月26日 併入高松市 | 高松市 |
| 安原上西村    | 安原上西村                         | 安原上西村                         | 1951年4月1日 改名為上西村          | 1956年9月30日 合并為鹽江町   | 1956年9月30日 合并為鹽江町   | 2005年9月26日 併入高松市 | 高松市 |
| 大野村        | 大野村                             | 大野村                             | 大野村                             | 1955年4月1日 合并為香川町    | 1955年4月1日 合并為香川町    | 2006年1月10日 併入高松市 | 高松市 |
| 淺野村        |                                    |                                    |                                    | 1955年4月1日 合并為香川町    | 1955年4月1日 合并為香川町    | 2006年1月10日 併入高松市 | 高松市 |
| 川東村        |                                    |                                    |                                    | 1955年4月1日 合并為香川町    | 1955年4月1日 合并為香川町    | 2006年1月10日 併入高松市 | 高松市 |
| 池西村        | 池西村                             | 池西村                             | 池西村                             | 1956年9月30日 合并為香南町   | 1956年9月30日 合并為香南町   | 2006年1月10日 併入高松市 | 高松市 |
| 由佐村        |                                    |                                    |                                    | 1956年9月30日 合并為香南町   | 1956年9月30日 合并為香南町   | 2006年1月10日 併入高松市 | 高松市 |
| 端岡村        | 端岡村                             | 端岡村                             | 端岡村                             | 1955年3月20日 合併為國分寺町 | 1955年3月20日 合併為國分寺町 | 2006年1月10日 併入高松市 | 高松市 |
| 山內村        |                                    |                                    |                                    | 1955年3月20日 合併為國分寺町 | 1955年3月20日 合併為國分寺町 | 2006年1月10日 併入高松市 | 高松市 |

資料來源：:483、

## 地理

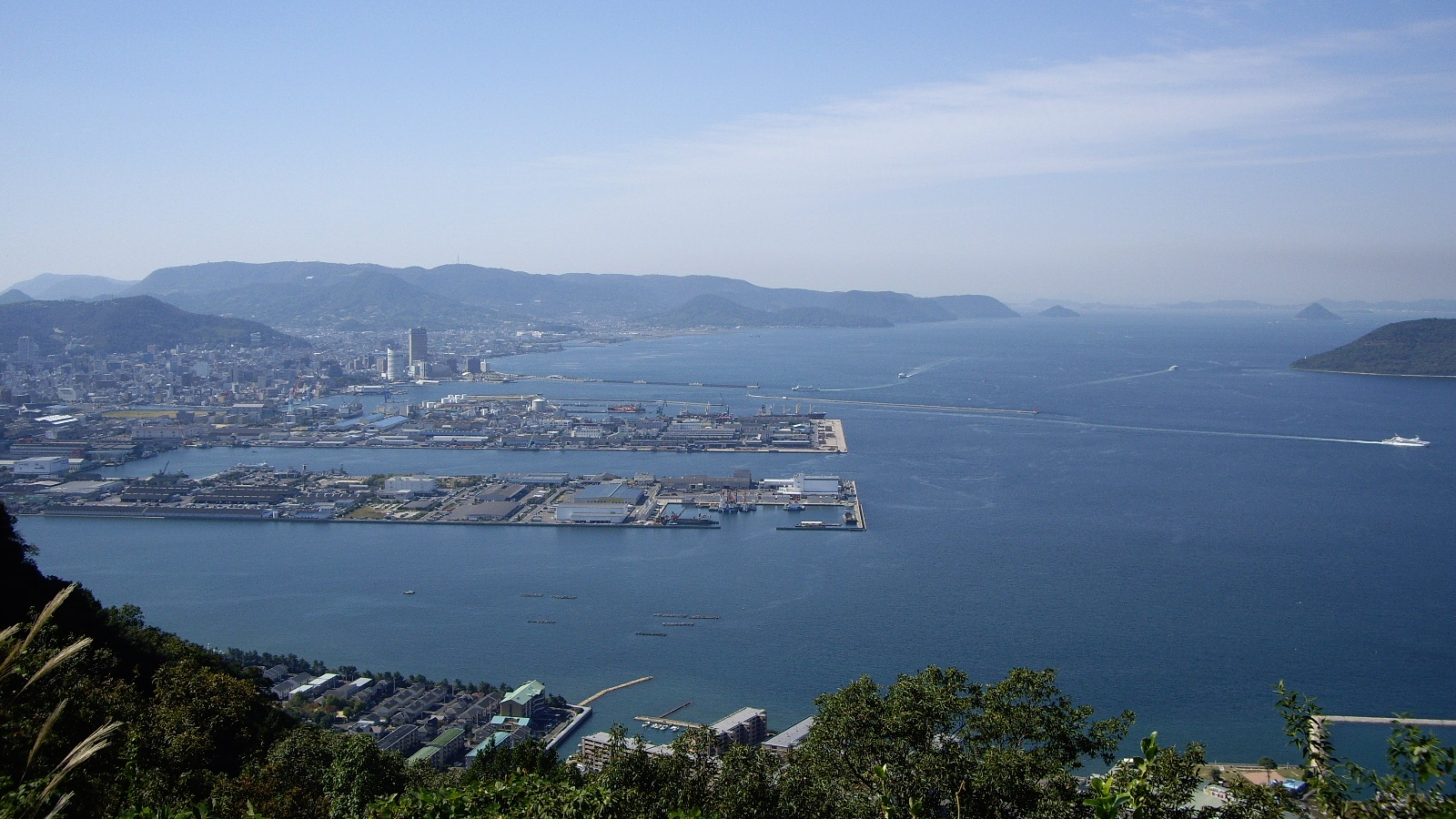
自屋島望高松港附近

高松市位於四國東北部，市轄區東西寬約24公里，南北長約36公里，海岸線長115公里，市轄區面積約佔香川縣面積的兩成。香川市地處讚岐平原內的高松平原，北臨瀨戶內海，形成了以高松港和高松新港為中心的半圓形市區。高松市區西部是由香東川的土砂堆積出的沖積扇、東部是春日川和新川沖積出的泛濫平原、河流的河口部分是三角洲。高松市東北部是突入瀨戶內海的桌形台地，屋島及四國本島的最北端竹居觀音岬位於這一地區。市區西北部則是丘陵。市轄區海上有女木島、男木島等離島。

### 氣候
高松市屬於瀨戶內海式氣候，降水量較少且日照時間長，因此全年氣候較為溫暖，年平均氣溫約有16度。高松在冬季至春季時有黃沙發生，春季至初夏多霧。夏季時由於受瀨戶內海沿岸地區特有天氣現象零級風和焚風的影響而經常出現高溫天氣。高松市降水量較少且超過一半集中在梅雨和颱風時期，歷史上多次飽受乾旱困擾，1973年曾發生連續限制用水天數達63天的大乾旱。1974年香川用水竣工之後，高松市的缺水狀況狀況有很大改善。但進入平成之後，高松亦在1994年、2005年等年份發生過乾旱。降水量少的氣候特徵也使得高松市內有眾多蓄水池。由於高松市區直接臨海，因此在颱風經過四國時容易被高潮侵襲。2004年颱風暹芭經過時，高松市內有大片地區被淹。
| 高松 （1981年-2010年） | 高松 （1981年-2010年） | 高松 （1981年-2010年） | 高松 （1981年-2010年） | 高松 （1981年-2010年） | 高松 （1981年-2010年） | 高松 （1981年-2010年） | 高松 （1981年-2010年） | 高松 （1981年-2010年） | 高松 （1981年-2010年） | 高松 （1981年-2010年） | 高松 （1981年-2010年） | 高松 （1981年-2010年） | 高松 （1981年-2010年） |
| 月份                   | 1月                    | 2月                    | 3月                    | 4月                    | 5月                    | 6月                    | 7月                    | 8月                    | 9月                    | 10月                   | 11月                   | 12月                   | 全年                   |
| ---------------------- | ---------------------- | ---------------------- | ---------------------- | ---------------------- | ---------------------- | ---------------------- | ---------------------- | ---------------------- | ---------------------- | ---------------------- | ---------------------- | ---------------------- | ---------------------- |
| 历史最高温 °C（°F）    | 18.9 (66.0)            | 24.0 (75.2)            | 25.5 (77.9)            | 30.9 (87.6)            | 32.3 (90.1)            | 36.5 (97.7)            | 38.2 (100.8)           | 38.6 (101.5)           | 37.0 (98.6)            | 33.5 (92.3)            | 26.6 (79.9)            | 21.2 (70.2)            | 38.2 (100.8)           |
| 平均高温 °C（°F）      | 9.4 (48.9)             | 10.1 (50.2)            | 13.4 (56.1)            | 19.5 (67.1)            | 24.1 (75.4)            | 27.3 (81.1)            | 31.2 (88.2)            | 32.4 (90.3)            | 28.4 (83.1)            | 22.8 (73.0)            | 17.2 (63.0)            | 12.1 (53.8)            | 20.7 (69.3)            |
| 日均气温 °C（°F）      | 5.5 (41.9)             | 5.9 (42.6)             | 8.9 (48.0)             | 14.1 (57.4)            | 19.1 (66.4)            | 23.0 (73.4)            | 27.0 (80.6)            | 28.1 (82.6)            | 24.3 (75.7)            | 18.4 (65.1)            | 12.8 (55.0)            | 7.9 (46.2)             | 16.3 (61.3)            |
| 平均低温 °C（°F）      | 1.6 (34.9)             | 1.8 (35.2)             | 4.4 (39.9)             | 9.4 (48.9)             | 14.4 (57.9)            | 19.3 (66.7)            | 23.6 (74.5)            | 24.4 (75.9)            | 20.7 (69.3)            | 14.2 (57.6)            | 8.5 (47.3)             | 3.7 (38.7)             | 12.2 (54.0)            |
| 历史最低温 °C（°F）    | −7.7 (18.1)            | −6.0 (21.2)            | −4.4 (24.1)            | −2.4 (27.7)            | 2.8 (37.0)             | 7.5 (45.5)             | 15.3 (59.5)            | 15.8 (60.4)            | 9.4 (48.9)             | 2.0 (35.6)             | −1.8 (28.8)            | −5.6 (21.9)            | −7.7 (18.1)            |
| 平均降水量 mm（）      | 38.2 (1.50)            | 47.7 (1.88)            | 82.5 (3.25)            | 76.6 (3.02)            | 107.7 (4.24)           | 150.6 (5.93)           | 144.1 (5.67)           | 85.8 (3.38)            | 147.6 (5.81)           | 104.2 (4.10)           | 60.3 (2.37)            | 37.3 (1.47)            | 1,082.3 (42.61)        |
| 平均降雪量 cm（）      | 1 (0.4)                | 1 (0.4)                | 0 (0)                  | 0 (0)                  | —                      | —                      | —                      | —                      | —                      | 0 (0)                  | 0 (0)                  | 0 (0)                  | 3 (1.2)                |
| 平均降雪天数           | 5.5                    | 5.0                    | 1.4                    | 0.0                    | 0.0                    | 0.0                    | 0.0                    | 0.0                    | 0.0                    | 0.0                    | 0.0                    | 2.3                    | 14.2                   |
| 平均相對濕度（％）     | 63                     | 63                     | 64                     | 63                     | 66                     | 72                     | 74                     | 72                     | 73                     | 71                     | 79                     | 66                     | 68                     |
| 月均日照時數           | 141.2                  | 141.6                  | 168.2                  | 192.5                  | 203.3                  | 165.8                  | 195.0                  | 225.2                  | 159.6                  | 169.3                  | 145.2                  | 148.6                  | 2,053.9                |
| 来源：                 |                        |                        |                        |                        |                        |                        |                        |                        |                        |                        |                        |                        |                        |

## 人口
1890年設市時，高松市有人口33,863人:483。明治及大正時期高松人口增長較緩慢。1920年日本首次人口普查時，高松有人口46,550人:483。但在進入昭和時代後，隨著都市發展和市轄區範圍擴大，高松的人口增長明顯加速，1935年時有人口86,840人:483。二戰雖然導致高松人口一度大幅減少，但在戰後很快就得到恢復。1950年時，高松市已有人口124,545人，超過戰前最高值:483。1966年時，在經過大規模合併之後，高松市人口更達到259,387人。1976年，高松市人口突破30萬大關。1980年代中期之後，由於老齡化和少子化的進展，高松市人口增長速度趨緩。2006年，因實施大規模合併，高松市人口一舉由約34.3萬增加到約42.6萬。2017年5月1日時，高松市有人口428,604人。近年高松市人口自然增長率為負數，但社會增長率是正數。高松市的總和生育率有1.62，高於日本平均值，也高於香川縣和四國各主要都市平均水準。

## 政治
在日本眾議院選舉中，平成大合併之前的原高松市轄區與土庄町、小豆島町、直島町同屬於香川縣第1區，在「平成大合併」中併入高松市的地區則與丸龜市的一部分、坂出市、讚岐市、東香川市、三木町、綾川町、宇多津町同屬於香川縣第2區。四國是自民黨有壓倒性優勢的保守王國，香川1區亦不例外。在2000年眾議院選舉之後的選舉中，除了2009年總選舉由民主黨候選人小川淳也當選之外，歷次選舉都是由自民黨的平井卓也獲勝。但在2021年眾議院總選舉時，小川淳也時隔12年再次當選。
高松市現任市長是大西秀人，他在2007年首次競選市長時因無競爭對手而無投票當選，此後在2011年和2015年也順利連任，2019年再次因無競爭對手而無投票當選。高松市議會共有40名議員，其中自民黨議員最多，有20人。香川縣議會中高松市則有15名議員。2015年度，高松市財政收入約1634億日元，支出約1568億日元，略有實現財政盈餘。高松市的財政力指數為0.813，略高於中核市平均水準。

## 經濟

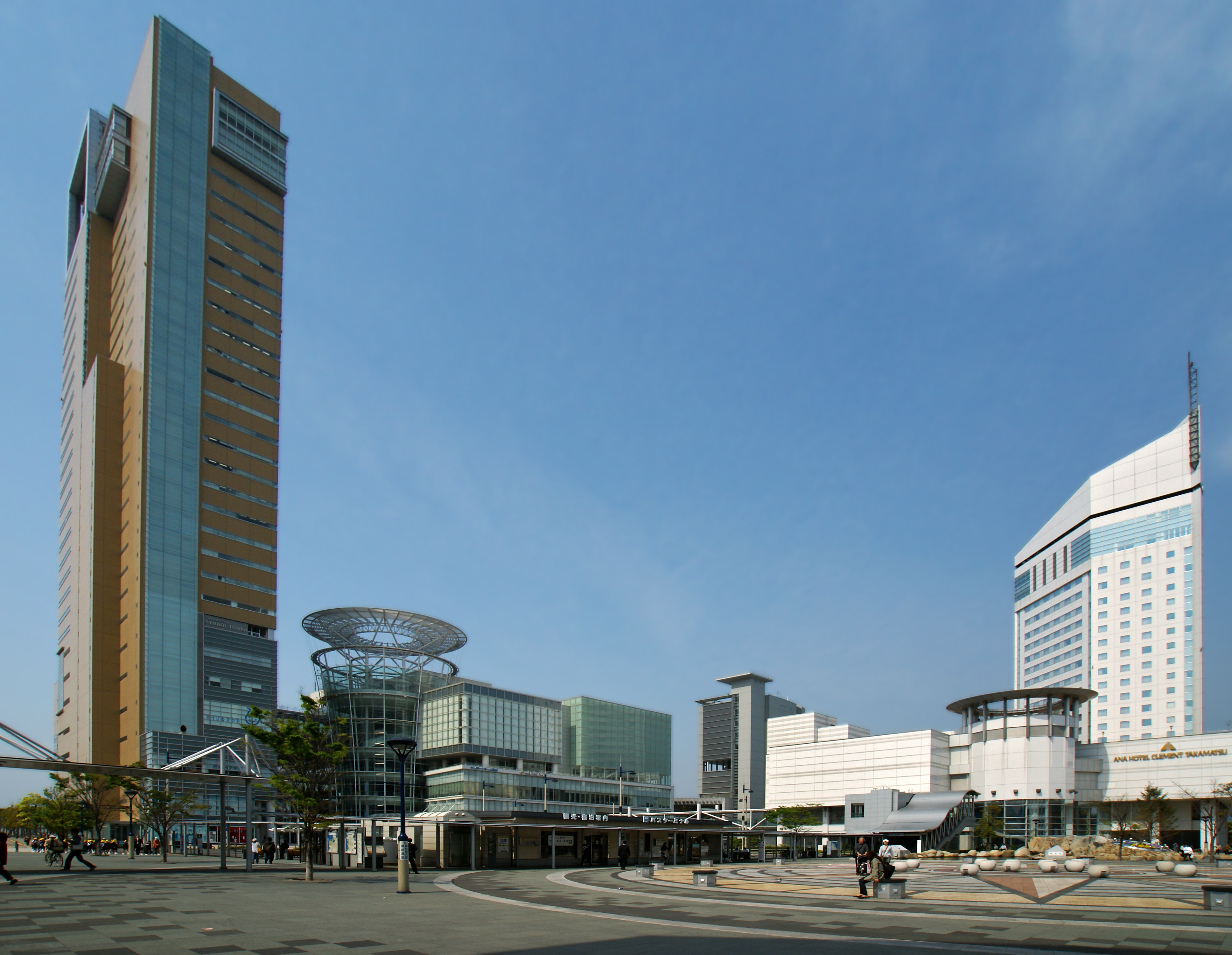
Sunport高松

高松市憑藉其便利的地理位置而集中了眾多企業的四國分公司和部分四國當地企業的總部，呈現支店經濟都市的特徵，是四國的經濟中心之一。高松市的耕地面積有6,150公頃，略高於日本平均值，但和香川縣平均值持平。農家數有8,682戶。高松市的年農產品生產金額有86.9億日元，以蔬菜和大米比重最高，呈現出都市近郊型農業的特徵。高松市主要的蔬菜、水果農產品有青花菜、黃瓜、蜜柑等。高松市亦生產讚岐烏冬的原料「讚岐之夢2009」等特色小麥品種。
2013年，高松市的工業品生產金額有3381.36億日元，其中以電機產業比重最高，但食品製造業、金屬製品製造業、輸送用機械、電子零件、印刷等產業也有較高比例。世界最大規模的起重機生產企業之一TADANO的總部位於高松，並在高松設有工廠。服務業在高松市經濟中擁有最重要的地位。總部位於高松市的銀行有百十四銀行和香川銀行。日本的中央銀行日本銀行也在高松設有分行。高松市集中了香川縣批發銷售額的近八成，零售銷售額的過半數。2014年，高松市的批發銷售額達15124.52億日元，零售銷售額達5189.39億日元，兩者都是四國首位。高松市中心主要的商業區有高松城附近地區（擁有高松市唯一的百貨商店高松三越）及高松中央商店街。在日本的地方都市普遍因汽車普及和人口減少導致市中心出現空洞化問題的現在，高松中央商店街仍保持活力，被認為是市中心地區活性化的典範案例。高松市主要的郊外大型購物設施有youme Town高松等地。就營業額來看，郊外的大型商業設施已成為高松最大的商業區。總部位於高松的主要大型零售企業有丸吉中心、宮脇書店等。四國電力和四國旅客鐵道（JR四國）則是兩家總部位於高松市，服務範圍包括全四國的大型服務業企業。近年香川縣廳在高松市設立香川智慧園區，期待通過產學合作提高香川的經濟競爭力。

## 文化教育

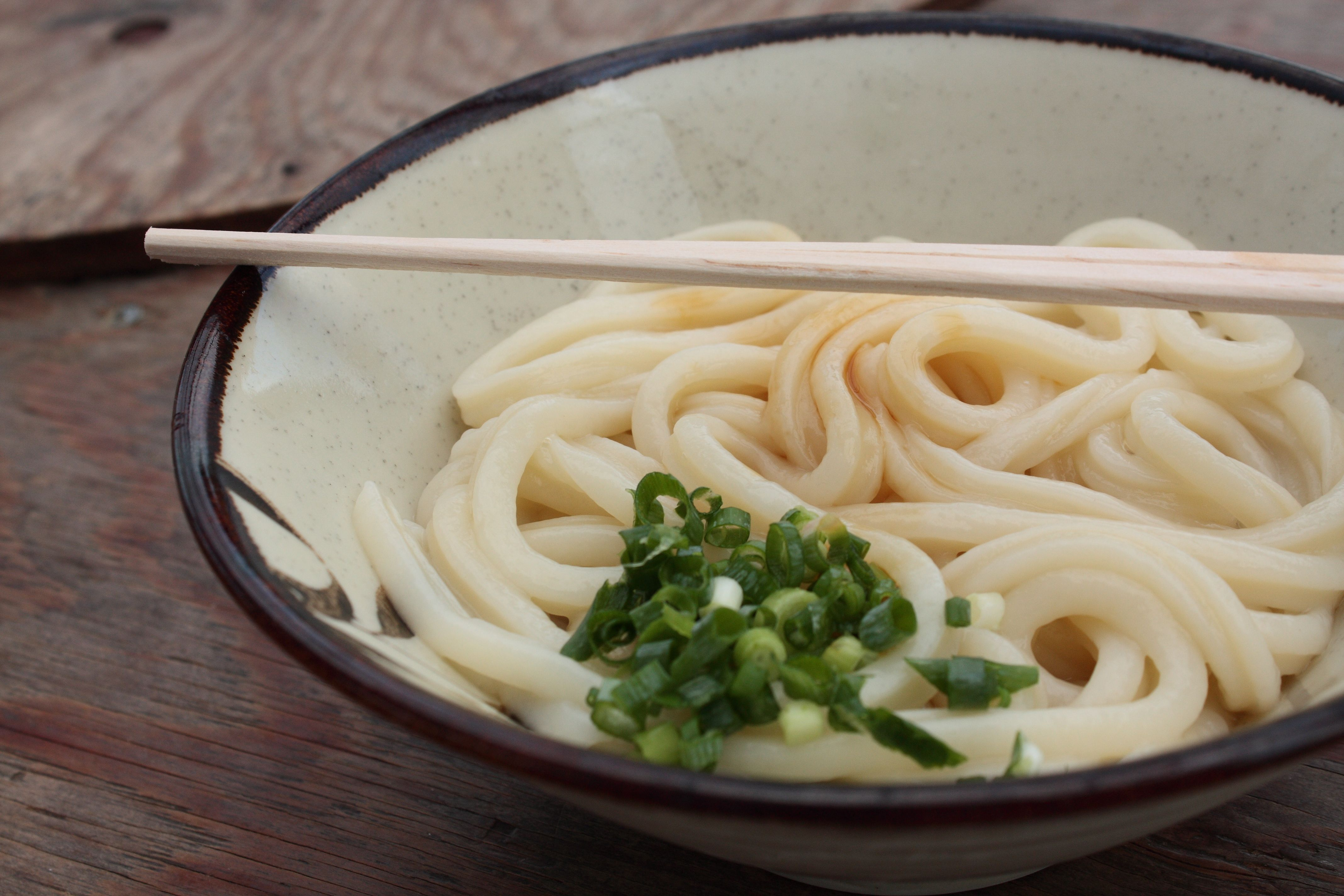
讚岐烏冬

高松市的方言屬於四國方言中的讚岐方言。由於高松是四國島內和本州往來最密切的地區之一，導致方言也受到近畿方言和中國方言較強的影響。但讚岐方言使用讚岐式音調，和四國大多數地區使用的京阪式音調不同:91。文藝春秋及日本兩大文學獎直木獎和芥川龍之介獎的創辦人菊池寬是最能代表高松的作家，代表作有《真珠夫人》。現在高松市內有菊池寬紀念館，收藏展示有關菊池寬的資料和藏品。
香川縣的飲食文化以讚岐烏冬而著稱，高松市亦不例外。讚岐烏冬的特徵包括發麵時加水量較多、麵質較為筋道、使用佐料（生薑、蔥）較多等特徵。高松最大的節慶活動是每年8月12日至14日舉行的讚岐高松祭，以盛大的煙花大會而著稱。高松市還在每年2月舉辦讚岐電影節，以通過電影振興當地文化並培育電影人才。香川縣立博物館和高松市美術館是高松的兩大文化設施。香川縣立博物館的前身是香川縣歷史博物館，主要收藏展示有關香川縣歷史與文化的藏品，收藏有日本國寶藤原佐理筆詩懐紙。高松市美術館以收藏展示現代美術品和香川縣的美術品為主。
四國新聞總部位於高松市，是香川縣內唯一的地方報紙，日發行數約21萬份，佔香川縣內約六成的市場份額。設在高松市的電視台有NHK高松放送局、西日本放送、瀨戶內海放送。由於香川縣和岡山縣共享一個電視收視區域，因此高松市除了這三家電視台之外，亦能收看岡山放送、山陽放送、瀨戶內電視台的節目。以高松為主場的職業體育俱樂部包括日本職業足球乙級聯賽球隊讚岐釜玉海、棒球四國島聯盟球隊香川橄欖勇士、籃球B聯賽球隊香川五箭。高松市每年還舉辦馬拉松、鐵人三項大賽等普通市民亦可參加的體育活動。
香川大學是高松市和香川縣唯一的國立大學。香川大學成立於1949年，是一個擁有六個學院的綜合性大學。除了醫學院和農學院之外，其他四個學院均位於高松市。高松市還有香川縣立保健醫療大學一所公立大學，高松大學一所私立大學。

## 交通

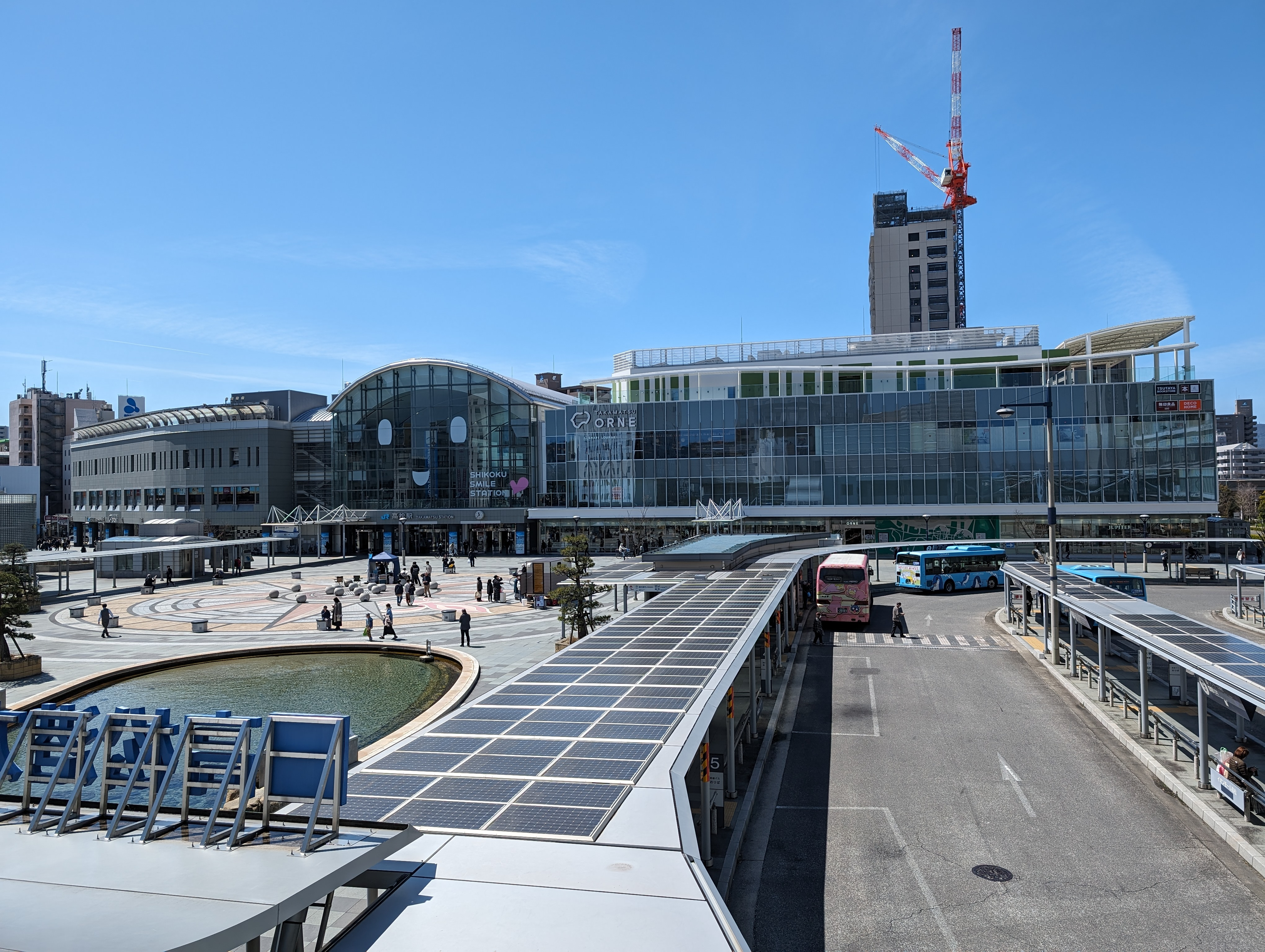
高松車站

和日本的眾多地方都市類似，高松市的公共交通較不發達，私家車承擔了過半數交通流量。由於高松市地形平坦，非常適合腳踏車出行，腳踏車亦在高松市的交通總量中佔比約兩成。高松是四國地方鐵路交通最發達的地區。JR四國在高松有連接愛媛、香川兩縣的予讚線和連接高松、德島兩市的高德線兩條路線，但土讚線和本四備讚線的部分列車經由予讚線行經高松市。高松車站是高松的鐵路交通中心，日均客流量達12,579人。高松車站的主要快速和特急列車有開往岡山的Marine Liner、開往德島的渦潮號列車、開往松山的石鎚號列車、開往高知的四萬十號列車。高松琴平電氣鐵道則是高松唯一的私鐵，運營有琴平線、長尾線、志度線三條路線。高松市內還有八栗纜車一條纜車路線。
高松市內的巴士則主要由琴電巴士運營。和日本其他中等規模都市相比，高松市的道路大多較寬，且直線道路比例較高。高松市內有高松自動車道一條高速公路經過。高松主要的高速巴士業者有四國高速巴士和JR四國巴士，運行有自高松前往東京、名古屋、京阪神、德島、松山、高知、福岡等地的高速巴士。高松曾是連接四國和本州的鐵路渡輪宇高連絡船的停靠港之一，也因此獲得四國門戶的地位。但在瀨戶大橋開通之後，陸路交通已經取代水路交通，成為往來四國和本州的主要交通方式。但現在高松港仍有前往小豆島等瀨戶內海內離島和神戶市等瀨戶內海沿岸城市的渡輪。高松機場開業於1989年，前身是開業於1958年的舊高松機場，2016年度乘客數超過170萬人。現在高松機場開通有前往羽田、成田、那霸、韩国首爾、中国大陆上海、香港、台湾桃園的定期航線。

## 觀光資源

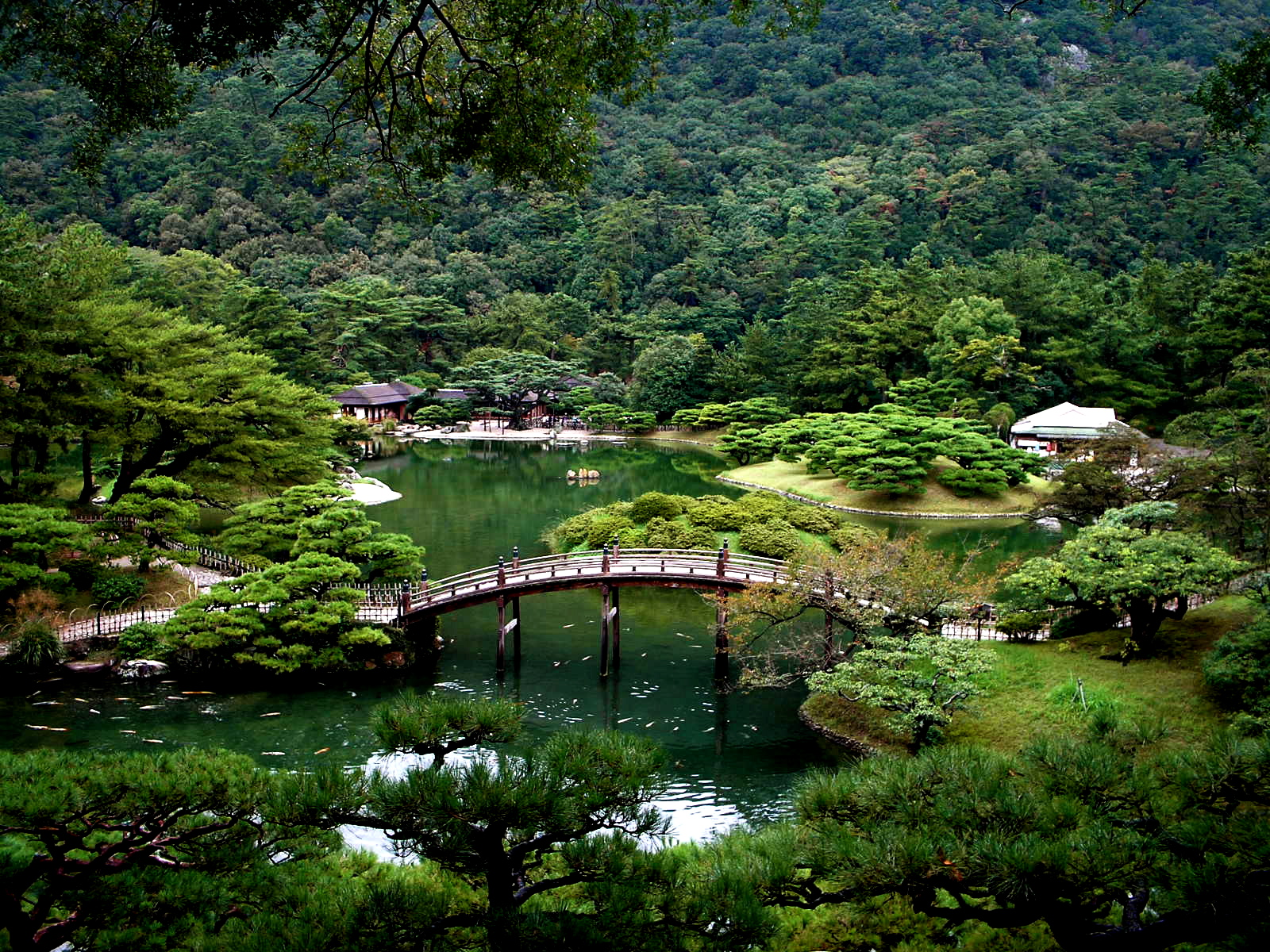
栗林公園

高松市人文觀光資源豐富，是瀨戶內海沿岸地區觀光熱點都市之一。栗林公園位於高松市區南部，面積75公頃，被日本政府認定為特別名勝。栗林公園起源於16世紀後期時當地的豪族佐藤氏的庭園，此後經過了生駒氏和松平氏兩代高松統治者的擴建，成為高松藩的別邸。廢藩置縣之後，栗林公園交由政府管理並對公眾開放。現在栗林公園被公認為是日本庭園的最高傑作之一，獲得米其林指南的三星級肯定。公園內的赤壁、紫雲山等景點巧妙了利用了自然地形作為借景，並且冬可賞梅、春可賞櫻、夏可賞荷、秋可觀紅葉，四季皆有不同景觀。在栗林公園的諸多景觀中，又以自外觀仿效富士山的飛來峰最為知名。
在四國八十八箇所中，第80番至第85番（國分寺、白峰寺、根香寺、一宮寺、屋島寺、八栗寺）位於高松市境內。四國村是一個以自江戶時代至明治時代的民宅為主題的露天博物館，保存復原了日本各地的民居。高松城是日本三大水城之一，修築時充分利用了臨海這一地形特徵，護城河引海水進入，使軍艦可直接進入城內。現在雖然天守已不存在，但仍保存有天守台、月見櫓、艮櫓、水手御門、渡櫓等建築，是日本100名城之一。

## 姐妹都市

### 日本
高松市和以下日本城市之間有提攜關係：
| 縣     | 城市       | 締結日期       | 備註               |
| ------ | ---------- | -------------- | ------------------ |
| 滋賀縣 | 彥根市     | 1966年8月15日  | 姊妹城都市         |
| 茨城縣 | 水戶市     | 1974年4月13日  | 親善都市           |
| 秋田縣 | 由利本莊市 | 1999年10月27日 | 友好都市           |
| 栃木縣 | 下野市     | 2013年6月29日  | 歷史文化交流都市   |
| 石川縣 | 金澤市     | 2013年10月28日 | 文化、觀光交流都市 |

### 海外
高松市和以下外國城市之間有姊妹都市或友好都市關係：
| 國家           | 城市                     | 締結日期      | 備註     |
| -------------- | ------------------------ | ------------- | -------- |
| 美国           | 聖彼德斯堡（佛羅里達州） | 1961年10月5日 | 姊妹都市 |
| 法國           | 圖爾（安德爾-盧瓦爾省）  | 1988年6月3日  | 姊妹都市 |
| 中华人民共和国 | 南昌市                   | 1990年9月28日 | 友好都市 |
| 中華民國       | 基隆市                   | 2017年5月1日  | 友好都市 |

## 外部連結
- （简体中文） 高松市官方網頁
- （繁體中文） 高松旅遊網 （页面存档备份，存于）
- （简体中文） 高松旅遊網 （页面存档备份，存于）
- （日語） 瀨戶之都・高松的X（前Twitter）
- （日語） 高松市市民政策局的Facebook專頁
- （日語） 高松市創造都市推進局的Facebook專頁
- （日語） 維客旅行上的高松市 （页面存档备份，存于）
- OpenStreetMap上有關高松市的地理